# Anthony de Mello
Anthony de Mello (Bombay, India, 1931. szeptember 4. – New York, Amerikai Egyesült Államok, 1987. június 2.) jezsuita szerzetes és pszichoterapeuta volt. Spiritualitásról szóló könyveiről vált ismertté.

## Élete
Sok országban tanult és tanított, főleg Spanyolország és az Egyesült Államok maradandóbb állomáshelyek. Indiában lelkiségi központot nyitott. Írásaival nem keresztény dogmákat akart terjeszteni, hanem más vallásúakat, agnosztikusokat, ateistákat akarta segíteni lelki fejlődésükben.
Sokan azonban félreértették, illetve félremagyarázták gondolatait. Éppen ezért nagy gondot
fordított arra, hogy mindig egyházi jóváhagyással jelentesse meg műveit
1998-ban a katolikus egyház elítélte egyes nézeteit. Joseph Ratzinger, a későbbi XVI. Benedek pápa ezt írta róla:
Azonban már korai munkáinak egyes helyein és későbbi írásaiban nagyobb mértékben megfigyelhető folyamatos távolodása a keresztény hit lényegétől. … A jelen Figyelmeztetéssel, a keresztény hívő értékeinek védelmében, a kongregáció kijelenti, hogy a fenti tételek összeférhetetlenek a katolikus hittel és súlyos károkat okozhatnak.

## Művei
Anthony de Mello néhány munkáját nem maga közölte, hanem részben halála után gyűjtötték csokorba, másrészt pedig konferencia előadásai alapján készültek. A közleményeinek legfrissebb listája a következő:
- A madár dala (The Song of the Bird, 1984)
- Úton Isten felé (Sadhana: A Way to God, 1984)
- Wellsprings, 1986
- A csend szava – Egy perc bölcsesség (One Minute Wisdom, 1988)
- Ébredj tudatára (Awareness, 1990)
- Szárnyalás (Taking Flight, 1990)
- A szeretet útja (The Way to Love, 1992)
- A szív ébredése (The Heart Of The Enlightened, 1994)
- Test és Lélek imája
- Awakening, 2003
- Kapcsolat (Contact with God, 2003)
- Abszurd egypercesek (One Minute Nonsense)
- The Prayer of the Frog
- Forrás fakad (A book of spiritual exercises)

## Magyar fordítói
- Puskely Mária
- Török Ferenc
- Török Péter
- Máté János

## Magyarul
- Test és lélek imája; ford. Puskely Mária; Prugg, Eisenstadt, 1987
- Test és lélek imája; ford. Puskely Mária Kordia; Szt. Gellért, Szeged, 1992
  - (Úton Isten felé. A test és lélek gyakorlatai címen is)
- A csend szava. Egy perc bölcsesség; ford. Török Péter; Jézus Társasága Magyar Rendtartománya, Budapest, 1993
- Szárnyalás. Elmélkedések rövid történetek alapján; ford. Török Péter; Korda, Kecskemét, 1997
- A szív ébredése. Elmélkedések rövid történetek alapján; ford. Török Péter; Korda, Kecskemét, 1998
- Ébredj tudatára!; ford. Máté János; Gondverő, Budapest, 1999
- Abszurd egypercesek; ford. Török Péter; Korda, Kecskemét, 2000
- A szeretet útja. Anthony de Mello utolsó meditációi; ford. Török Péter; Korda, Kecskemét, 2000
- A madár dala; ford. Török Péter; Korda, Kecskemét, 2001
- Forrás fakad. Lelkigyakorlatok könyve; ford. Török Péter; Korda, Kecskemét, 2002
- Kapcsolat... Lelkigyakorlatos elmélkedések; ford. Török Péter; Korda, Kecskemét, 2003
- Úton Isten felé. A test és lélek gyakorlatai; ford. Puskely Mária; Korda, Kecskemét, 2004
  - (Test és lélek imája címen is)
- Hallgass a szívedre! Életedben és hitedben; ford. Török Péter; Korda, Kecskemét, 2016

## Idézetek
- „Amikor imádkozunk, Isten a szívünket nézi, nem a szövegeinket.”
- „A lelkiség nem annak a tudása, hogy mit akarsz, hanem annak a megértése, hogy mire nincs szükséged.”[6]
- „Mindkettő – amitől menekülsz, és ami után vágyódsz – benned van.”
- „A bölcsesség valójában nem valamilyen állomás, ahová megérkezel, hanem az, ahogyan utazol. Ha túl gyorsan utazol, nem látod a tájat.”
- „A dühöngő kos képes egy falat is ledönteni, de még egy rést sem tud helyrehozni.”